# Filip Dolegiewicz
Filip Dolegiewicz, född 3 september 2000, är en amerikansk fäktare som tävlar i sabel.
Dolegiewicz har studerat vid Harvard University och tävlat i fäktning för deras idrottsförening Harvard Crimson.

## Karriär
Vid panamerikanska spelen 2023 i Santiago tog Dolegiewicz silver tillsammans med Josef Cohen och Andrew Doddo i lagtävlingen i sabel. Vid panamerikanska mästerskapen 2024 i Lima tog han guld tillsammans med Lev Ben Avram, Eli Dershwitz och Mitchell Saron i lagtävlingen i sabel. Vid olympiska sommarspelen 2024 i Paris slutade Dolegiewicz på sjunde plats tillsammans med Eli Dershwitz, Mitchell Saron och Colin Heathcock i lagtävlingen i sabel.